# Dysart (Iowa)
Dysart – miasto w Stanach Zjednoczonych, w stanie Iowa, w hrabstwie Tama. Zgodnie ze spisem statystycznym z 2000 miasto liczyło 1303 mieszkańców.